# RIM-66 Standard
Ne doit pas être confondu avec RIM-24 Tartar ou RIM-67 Standard.
Le RIM-66 Standard Missile MR (« MR » pour « Medium Range ») (SM-1MR/SM-2MR) est un type de missile surface-air qui forme en date de 2008 avec le RIM-156 Standard SM-2ER l'ossature principale du système de défense antiaérienne de l'US Navy. Ces missiles sont fabriqués par Raytheon et succèdent au RIM-2 Terrier et au RIM-24 Tartar qui dataient des années 1950 dans de nombreuses marines de guerre de par le monde. Il s'agit du même missile que le RIM-67 Standard sans son booster, de la même manière que le RIM-24 Tartar était le même missile que le RIM-2 Terrier sans son booster.

## Historique

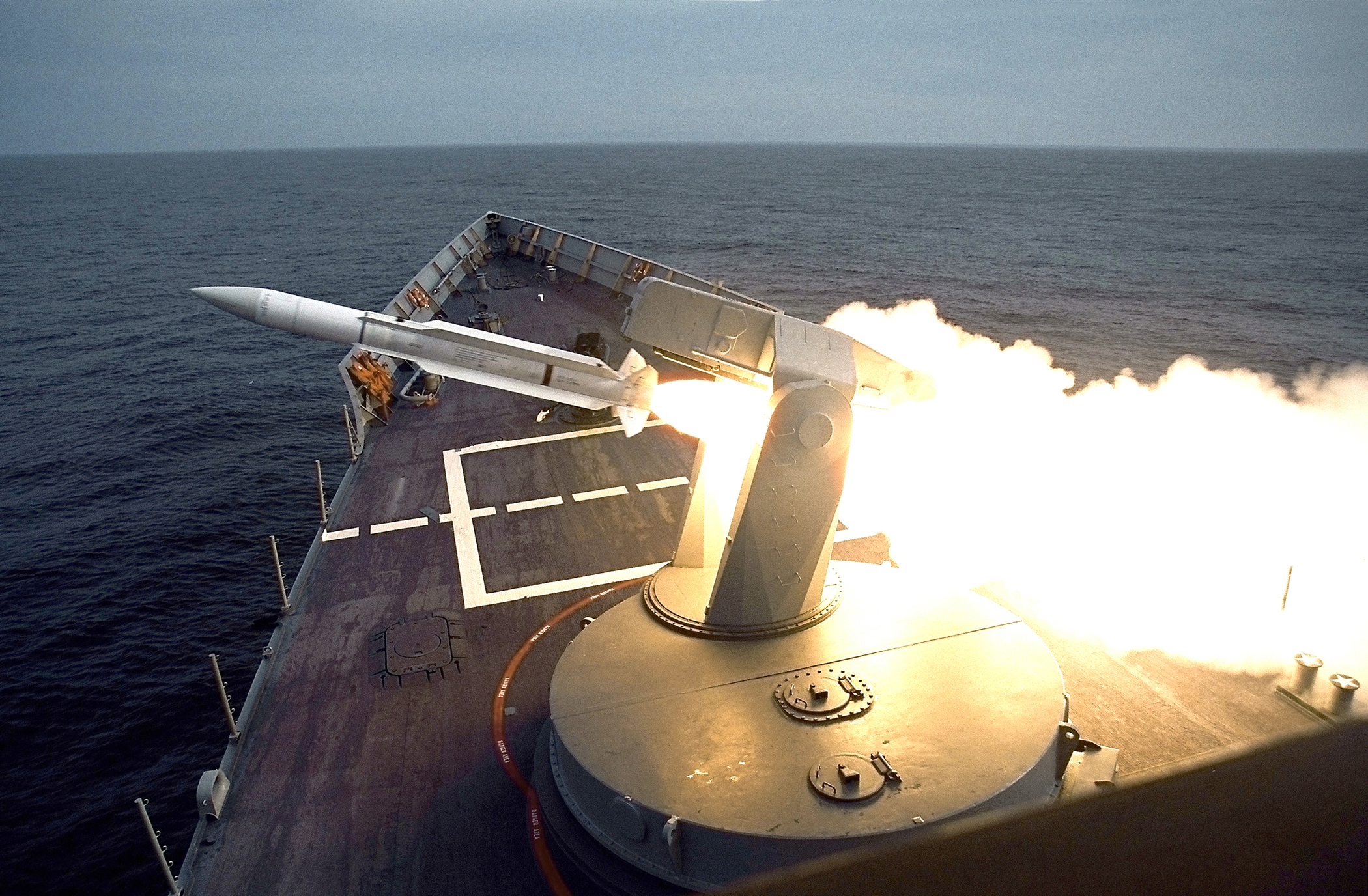
SM-1MR tiré depuis une frégate de la classe Perry.

Le RIM-66 est le descendant d'un précédent projet de missiles connu sous le nom de « Bourdon », qui comprenait les fameux RIM-2 Terrier, RIM-24 Tartar, RIM-8 Talos et RIM-50 Typhon. Le nouveau concept SM minimise les changements et la compatibilité est de conception modulaire pour faciliter les mises à niveau. Son développement a débuté en 1964, Le YRIM-66A a commencé les essais en vol en 1965 et le RIM-66A SM-1MR Bloc I est entré en service en 1967. Il a régulièrement évolué, a subi des améliorations depuis, se dérivant en de nombreuses versions. Les trois principaux sous-types de cette série sont : le SM-1, le Standard ARM, et le SM-2.
Les RIM-66A / B standard MR, (SM-1MR Bloc I à V) ont été utilisés pendant la guerre du Viêt Nam. Ils utilisaient le même fuselage que leur prédécesseur : Le Tartar, afin de faciliter leur utilisation avec les lanceurs et les magasins de l'ancien système. Cette première version fut admise au service en 1967. Le block IV est la variante principale du RIM-66A et est entrée en service en 1968.
Les RIM-66 C / D standard MR (SM-2MR Bloc I), ont été développés dans les années 1970 et sont des éléments clés du système de combat Aegis et du système de développement d'armes contre les nouvelles menaces (NTU).
Dans la seconde moitié des années 1980, le missile a été déployé par l'intermédiaire de système de lancement vertical (VLS) Mk-41 à bord de l'USS Bunker Hill (CG-52), le premier navire de l'US Navy à déployer un système de ce type entré en service en 1986.
Le VLS est aujourd'hui la norme des lanceurs de missiles utilisée dans l'US Navy mais également à l'intérieur des flottes de toute la planète et est ainsi intégrée dans l'US Navy à bord des croiseurs de la classe Ticonderoga et des destroyers de la classe Arleigh Burke. Les SM-1 et SM-2 ont été continuellement améliorés par block.
Les RIM-66 peuvent également être tirés contre des navires. Dans ce cas ils peuvent être utilisés de deux manières : 
- en ligne de visée avec le système habituel à radar semi-actif, auquel cas, c'est le radar de tir du navire lanceur qui guide le missile. Ce système n'est pas très utile et servirait plutôt de système d'autodéfense car du fait de la rotondité de la terre les bateaux sont invisibles au-delà de trente kilomètres.
- ou au-delà de l'horizon en utilisant un système inertiel de guidage et une commande à asservissement infrarouge, qui dans cette configuration sont bien plus efficaces.

Les RIM-66 ont été construits par General Dynamics jusqu'en 1992, où la société est devenue une partie de la société Hughes. Hughes formait avec Raytheon un consortium nommé Standard Missile Company (SMCo). Hughes a finalement été vendu à Raytheon ce qui en fait le seul contractant.
Le RIM-66 a été utilisé dans les combats au début des années 1970 par la marine des États-Unis dans la guerre du Viêt Nam et a connu quelques succès. Durant la bataille des plates-formes pétrolières Sassan et Sirri le 18 avril 1988, le USS Simpson (FFG-56) visé par un missile antinavire tiré par le patrouilleur iranien P 225 Joshan de la Classe Combattante, répliqua avec quatre missiles Standard, et le patrouilleur fut coulé par un dernier tir venant d'un croiseur. Il s'agit du premier, et en date de 2015 le seul, duel naval exclusivement à coups de missiles livré par la marine américaine
Ces succès qui seront assombris le 3 juillet 1988, lorsque l'USS Vincennes (CG-49) abat, en utilisant deux SM-2MR, le vol 655 Iran Air — un Airbus A300 —, tuant 290 passagers, un drame dont les circonstances sont toujours controversées à ce jour.

## Caractéristiques

### Le missile

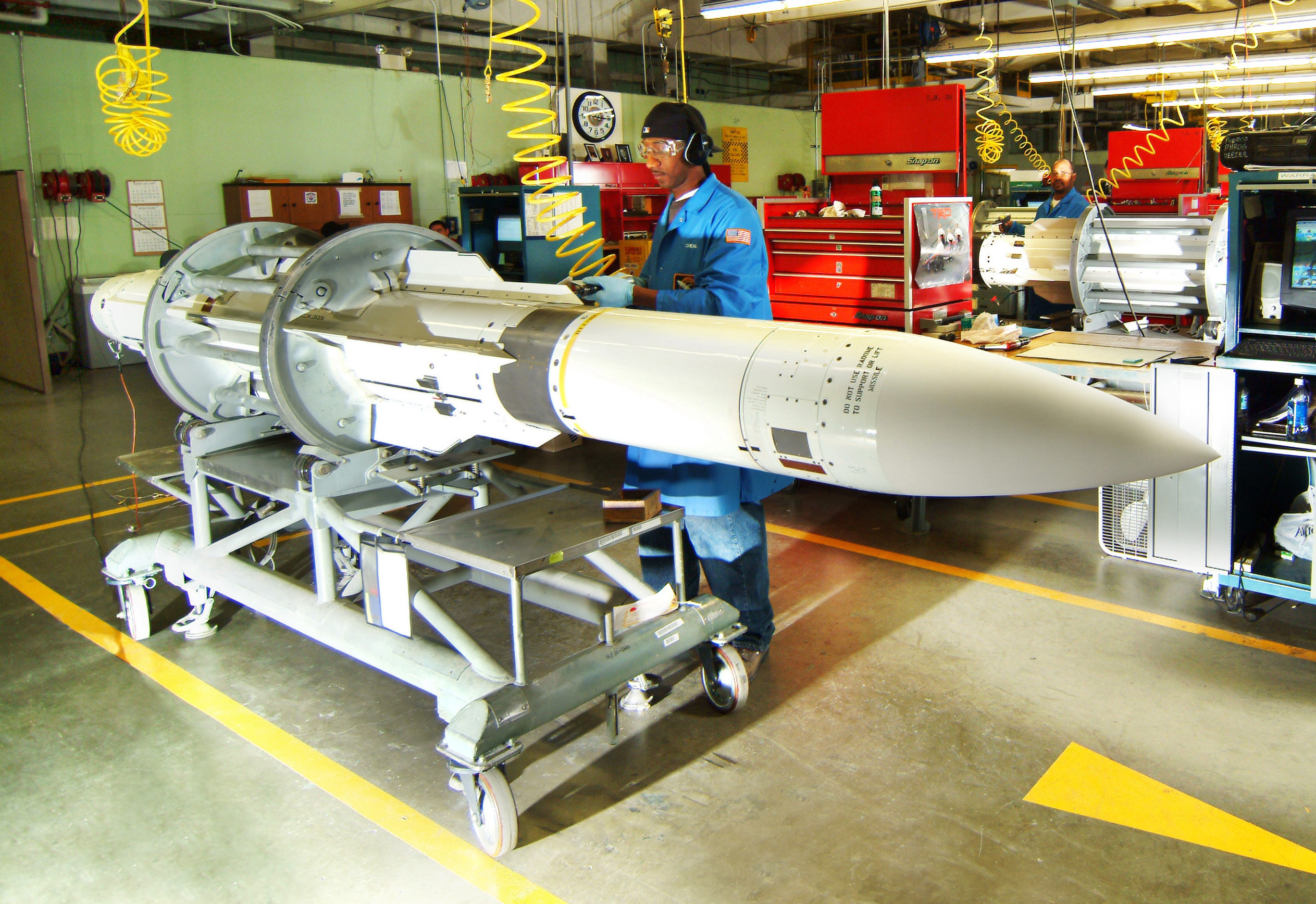
SM-2MR en cours de fabrication chez Raytheon.

Le missile Standard est l'un des plus fiables dans l'inventaire de la Marine. Il peut être utilisé contre des missiles, des avions et des navires. Il a remplacé le Terrier et le Tartar et est déployé sur plus de 100 navires de la Marine américaine. Le SM-2 (MR) est utilisé pour le système Aegis et le SM-1MR remplace les systèmes Tartar sur des dizaines de navires
Il possède le même moteur à double poussée MK-27 que le RIM-24 Tartar, une charge Mk-51 de 62 kg (137 lb) à tige continue, et un système de guidage radar semi-actif.
La dernière version SM-1MR a été le bloc VI, désignée RIM-66E (RIM-66C / D sont des versions du SM-2). Le RIM-66E possède le système de guidage de la version SM-2MR, et une nouvelle charge MK45 mod 4 équipée d'un nouveau dispositif de mise à feu de proximité (également connu sous le nom de TDD - Public detection dispositif). Le Block VI B (RIM-66E-6) utilise la charge militaire Mk115.
Il s'agit d'un missile de 608 kg dans sa version la plus massive. Il reprend grossièrement les dimensions du RIM-24 Tartar avec : 4,72 mètres de long, 34,3 cm de diamètre et 1,08 mètre d'envergure. C'est un missile du type cruciforme, ce qui signifie qu'il possède des ailes fines, longues et fixes sur le fuselage et le contrôle de la direction est assuré par un groupement de quatre gouvernes de queue.

### Les versions du missile
Le RIM-66 est désigné par bloc en fonction de leur évolution technologique.

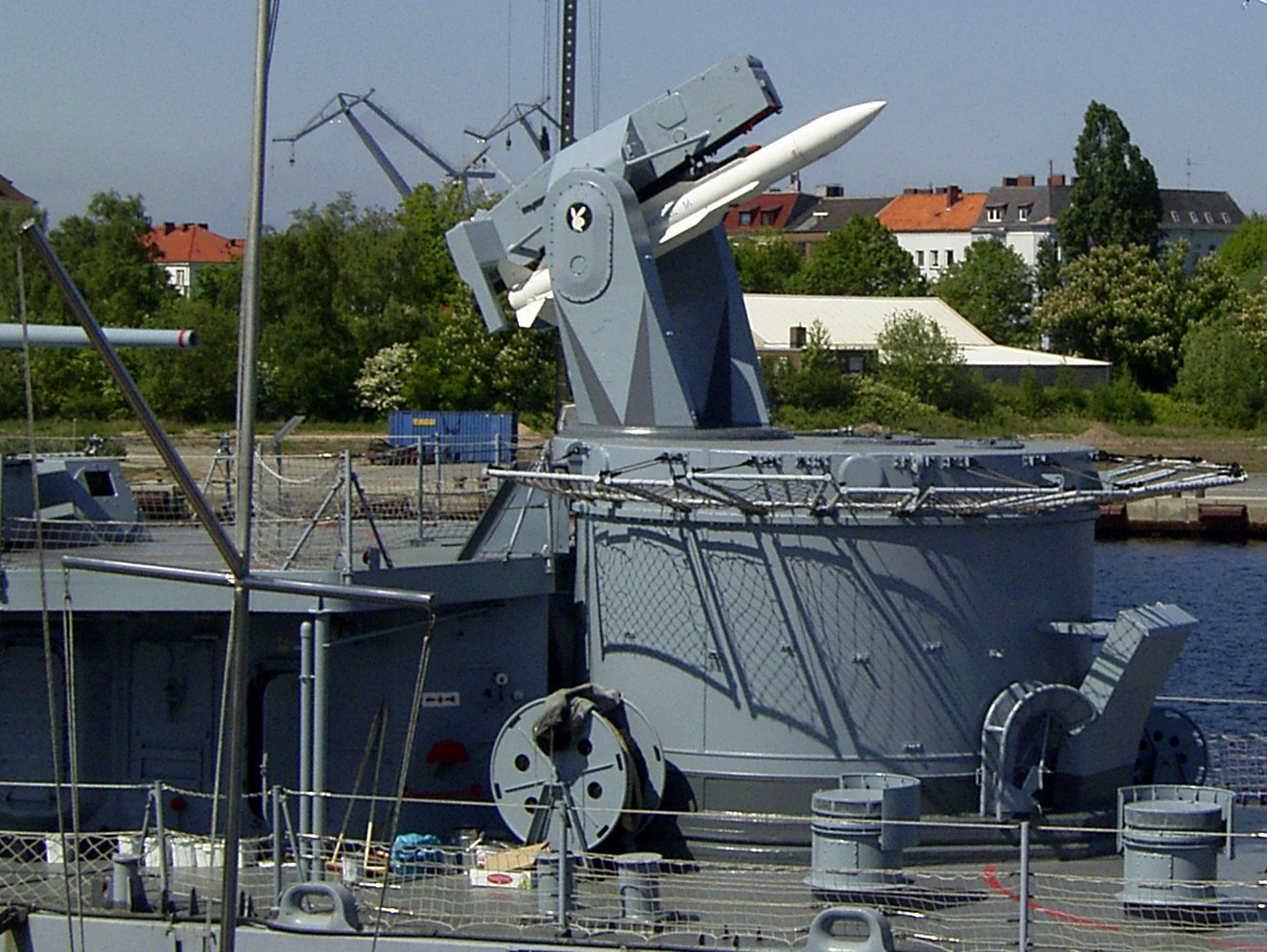
Un SM-1MR sur une rampe de lancement Mk 13 de l'ancien système Tartar.

Les SM-1 MR sont les missiles destinés à remplacer les RIM-24 Tartar sur le même type de lanceurs (rampes simples ou doubles, sans effectuer trop de modifications sur les navires équipés)
- Le SM-1 MR Block I/II/III/IV, RIM-66A, est le premier engin à être entré en service dans l'US Navy en 1967. Les Block I, II et III ont été des versions préliminaires. Block IV a été la version de production. Ce missile était le remplaçant du missile RIM-24C Tartar.

- Le SM-1 MR Block V, RIM-66B, introduit les premières améliorations et aboutit à une plus grande fiabilité. Un nouveau pilote automatique y fut également incorporé afin de réagir plus vite au contact de la cible. Il reçut également un moteur fusée plus puissant fournissant une poussée double de celle des versions précédentes. Enfin, le missile fut équipé d'une nouvelle charge militaire plus puissante.

- Le SM-1 MR Block VI, RIM-66E, a été la dernière version de cette série. Elle est entrée en service en 1983 dans la marine américaine et chez les clients à l'exportation. Le RIM-66E a été utilisé par tous les navires qui disposaient encore des équipements du système RIM-24 Tartar qui avait été continuellement maintenus à niveau vis-à-vis des nouvelles menaces comme sur les frégates de la classe Oliver Hazard Perry ou encore les frégates lance-missile françaises classe Cassard.

Construite jusqu'en 1987, cette série de missiles a été retirée du service dans l'US Navy en 2003, mais ils sont encore largement utilisés de par le monde et devraient rester en service jusqu'en 2020.

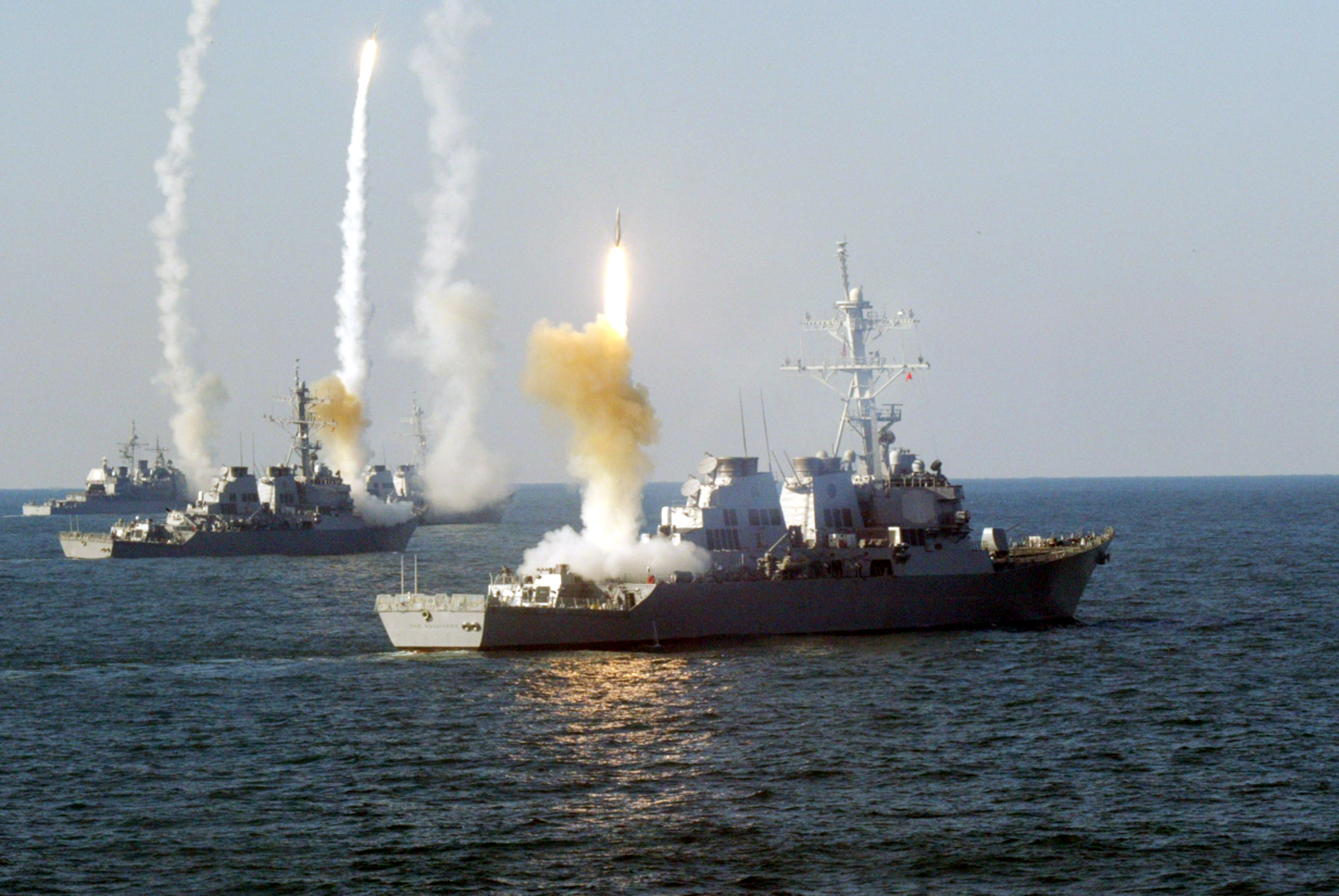
Tir coordonné par le système de combat Aegis d'une salve de missiles sol-air RIM-66 Standard par trois destroyers de la classe Arleigh Burke et un croiseur de la classe Ticonderoga en 2003.

Le SM-2 MR était un missile destiné à entrer en fonction avec le système de combat Aegis. Il est tiré par des lanceurs verticaux. Visuellement le missile ne présente que peu de différences avec le SM-1MR, on peut cependant noter une bande noire épaisse sur le cylindre du SM-2 au point de départ des rails de guidage.
le premier bloc de la deuxième série de cette arme fut admis au service actif en 1978.
- Le SM-2 MR Block I, RIM-66C/D, a été la première version de cette série. Le missile est donc devenu opérationnel en 1978 avec le système de combat Aegis monté sur les croiseurs de la classe Ticonderoga. Le SM-2 intégrait un nouveau pilote automatique qui lui donne des instructions d'inertie dans toutes les phases de vol, sauf pour la phase finale d'interception où le radar semi-actif de tir était toujours utilisé. Cette version n'est plus en service et les missiles ont été stockés. On constatera que cette première version n'est plus en service alors que les dernières de la version précédente le sont toujours.

- Le SM-2 MR Block II, RIM-66G/H/J, mis en place en 1983 avec un nouveau moteur de fusée lui fournissant une plus longue portée et une nouvelle charge militaire. Le RIM-66G est adapté du système de combat Aegis et la rampe Mk26. Le RIM-66h est également adapté au système Aegis, mais aussi au lanceur vertical MK41. Le RIM-66J est la version mise à niveau face aux nouvelles menaces.

- Le SM-2 MR Block III/IIIA/IIIB, RIM-66K/L/M, est la version actuellement en service auprès de l'US Navy à bord des croiseurs de la classe Ticonderoga, et les destroyers de la classe Arleigh Burke. Ce missile est spécifiquement conçu pour le système Aegis et le système de lancement vertical MK41. Le missile Block III est différent des autres blocs de la série par l'ajout du dispositif de détection de cible MK 45 MOD 9, qui permet d'améliorer sans commune mesure les performances d'interception des objectifs volant à basse altitude. Le missile de Block III B a en outre un système de guidage doublé : radar semi-actif/asservissement infrarouge pour l'alignement sur la cible. Ce système de double commande est destiné à être utilisé dans un environnement à haute-ECM, contre les objectifs fixés sur l'horizon ou avec une petite surface équivalente radar. Ce système de contrôle avait initialement été développé pour l'AIM-7R Sidewinder (un missile air-air courte portée). Tous les missiles Block III et IIIA devraient être mis à jour prochainement. Le missile Block IIIA est exploité par la force d'auto-défense maritime japonaise avec ses destroyers Aegis de la classe Kongo, et également par les marines des Pays-Bas et d'Allemagne avec les systèmes de défense aérienne des frégates APAR.

La version Block III connait également d'autres variantes :
- une variante adaptée à des rampes de lancement nommées RIM-66 L.
- une variante issue du programme de mise à niveau des menaces nommée RIM-66 K.

Les Block III B n'ont, pour le moment, pas fait l'objet de mise à niveau contre les nouvelles menaces.
| Désignations officielles | Block               | Système de lancement                                              | Notes                                                                            |
| ------------------------ | ------------------- | ----------------------------------------------------------------- | -------------------------------------------------------------------------------- |
| RIM-66A                  | SM-1MR Block I à IV | rampe du système Tartar (Mk13...)                                 | mise en service : 1967                                                           |
| RIM-66B                  | SM-1MR Block V      | rampe du système Tartar (Mk13...)                                 |                                                                                  |
| RIM-66C                  | SM-2MR Block I      | système VLS Mk26 de l'Aegis                                       | nouvelle charge à fragmentation MK 115 système de contrôle de lutte ECM          |
| RIM-66D                  | SM-2MR Block I      | système VLS Mk26 de l'Aegis                                       | remise à niveau des menaces                                                      |
| RIM-66E                  | SM-1MR Block VI     | rampe du système Tartar (Mk13...) mise à niveau du système Tartar | Mise en service : 1983 Version encore largement en service                       |
| RIM-66G                  | SM-2MR Block II     | système VLS Mk26 de l'Aegis                                       | mise à niveau des menaces                                                        |
| RIM-66H                  | SM-2MR Block II     | système VLS Mk41 de l'Aegis                                       | Ajout dumoteur fusée Thiokol MK 104 nouvelle ogive à fragmentation haute-vitesse |
| RIM-66J                  | SM-2MR Block II     | système VLS Mk26 de l'Aegis                                       | mise à niveau des menaces                                                        |
| RIM-66K-1                | SM-2MR Block III    | système VLS Mk26 de l'Aegis                                       | mise à niveau des menaces                                                        |
| RIM-66K-2                | SM-2MR Block IIIA   | système VLS Mk26 de l'Aegis                                       | mise à niveau des menaces                                                        |
| RIM-66L-1                | SM-2MR Block III    | système VLS Mk26 de l'Aegis                                       | mise à niveau des menaces                                                        |
| RIM-66L-2                | SM-2MR Block IIIA   | système VLS Mk26 de l'Aegis                                       | mise à niveau des menaces                                                        |
| RIM-66M-1                | SM-2MR Block III    | système VLS Mk41 de l'Aegis                                       | installation du MK 45 MOD 9 dispositif de détection de cibles en basse altitude  |
| RIM-66M-2                | SM-2MR Block IIIA   | système VLS Mk41 de l'Aegis                                       | nouvelle charge MK 125                                                           |
| RIM-66M-5                | SM-2MR Block IIIB   | système VLS Mk41 de l'Aegis                                       | Programme d'amélioration (MHIP) double contrôle IR / SARH                        |

### Le système de combat

#### Primitif

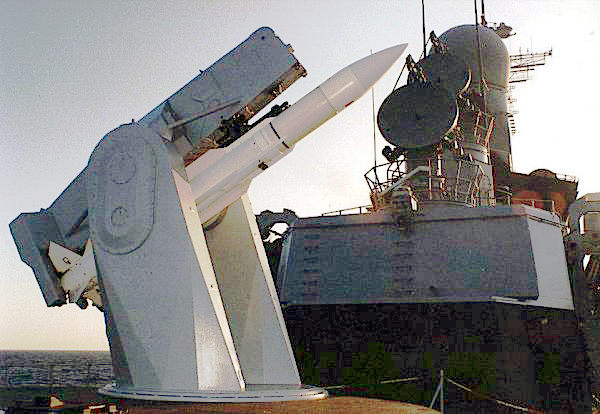
dispositif de tir Tartar, armé d'un SM-1MR sur la frégate française Cassard, on remarque clairement à l'arrière les deux radars de tirs et le radar de veille sous le radôme.

Le système d'armes Tartar de nombreux navires de par le monde, fonctionne aujourd'hui avec le RIM-66. Dans certains cas, les équipements de détection et de désignation ont été adaptés par les autorités des pays propriétaires mais leur fonctionnement reste toujours semblable.
Il comprend un radar de veille air ou surface/air tridimensionnel qui assure la détection et la désignation des cibles. Ces radars disposent en général de faibles puissances d'émission d'onde radar mais dans des gammes de fréquence qui portent à de très longues distances.
Grâce aux systèmes de combat intégrés aux navires dont le Naval Tactical Data System américain, les cibles sont définies par ordre de priorités : vitesse, direction...
Lorsque l'appareil entre dans le périmètre des 50 kilomètres (portée efficace du SM-1MR) la rampe de lancement simple Mk 13 ou double lance son missile, et recharge immédiatement à l'aide d'un barillet vertical contenant 40 missiles (ou 36 suivant les sources).
Le missile file vers sa cible en étant continuellement guidé sur elle par un des radars de poursuite (par exemple le SPG-51C sur les frégates de la classe Cassard) En général les radars de poursuite étaient installés à raison de deux radars par système de lancement. On ne pouvait pas engager plus de cibles que le navire ne portait de radar de tir.
Cependant, lorsqu'un grand nombre d'ennemis est repéré, il est possible de tirer les missiles SM-1 MR à raison d'un toutes les 5 secondes (ou quinze suivant les différents types de rampes de lancement) du fait que les rampes sont directionnelles. Les SM-1 MR ne sont guidés par le navire sur l'objectif que lorsqu'il se trouve proche de celui-ci. Cela permet avec deux radars de négocier une nouvelle cible toutes les quinze secondes (ou 5) avec trente secondes (ou 10) d'attention par cible. Ainsi, si toutes les cibles se situent dans un espace réduit, les restrictions dues au lancement et au guidage sont moindres. Cette technique présente des inconvénients majeurs : si les cibles se dispersent, il existe une grande probabilité de perte du missile sans qu'il atteigne son objectif et surtout, le temps nécessaire au traitement d'une menace est réduit de manière significative.

#### Aegis

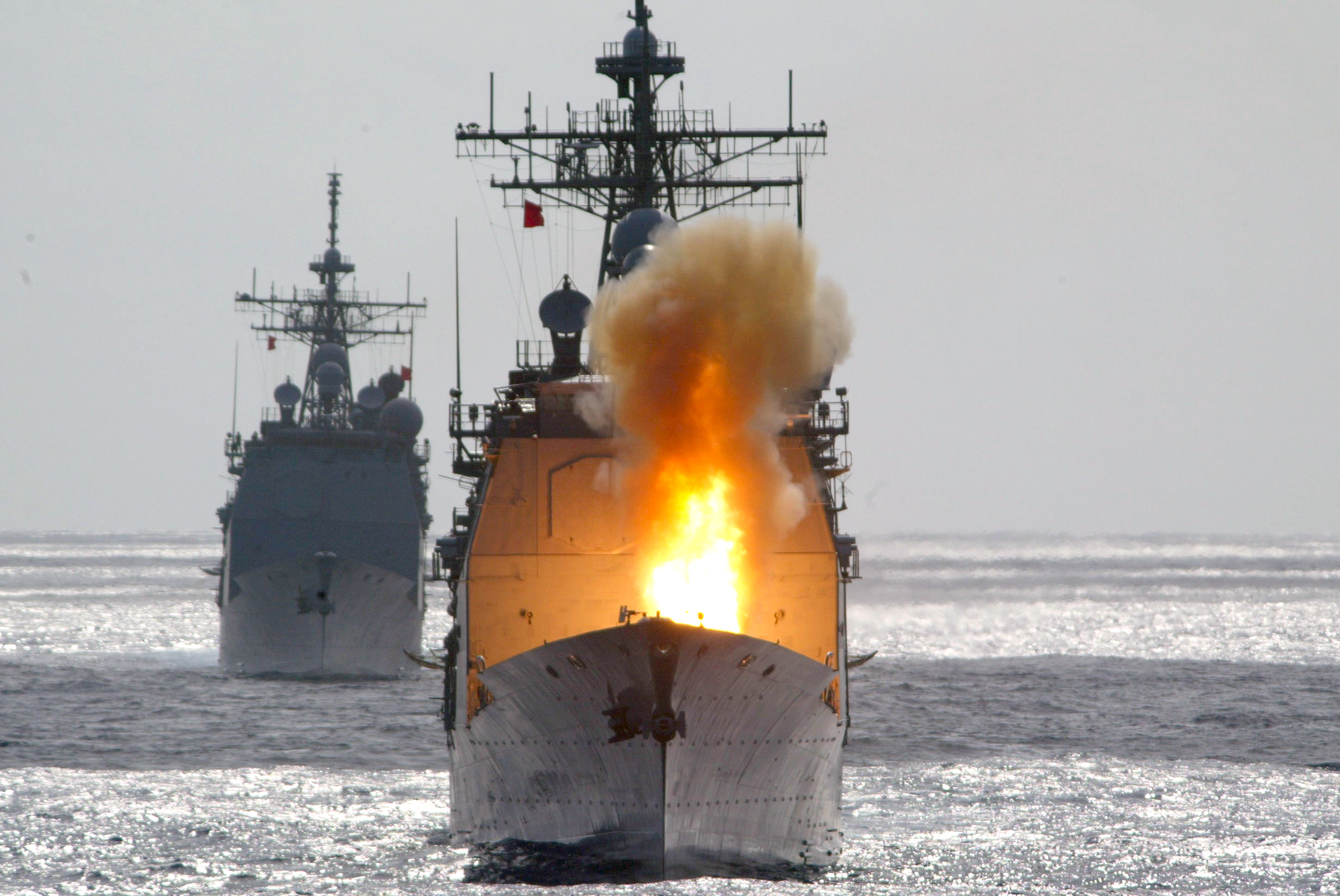
Deux croiseurs Aegis avec un tir de SM-2 du croiseur USS Chancellorsville (CG-62). L'une des quatre surfaces émettrices/réceptrices radar du SPY est visible sur les deux bâtiments : il s'agit de l'important octogone blanc à gauche sous la passerelle.

Au départ, l'Aegis devait être capable de fournir une protection contre tous les objets volant dans un rayon de 25 milles marins. Avec le futur RIM-156 (une version modifiée du RIM-67 capable d'être embarqué dans des silos verticaux), l'Aegis fournira la défense aérienne pour un secteur d'un rayon de l'ordre de plus de 75 milles nautiques. Et l'Aegis de l'avenir sur les DD(X) avec le nouveau missile ERAM, défendra une zone qui aura un rayon de plus d'une centaine de milles.
Le système de combat Aegis issu de égide le nom du bouclier du dieu grec Zeus, s'articule autour du missile SM-2MR et du radar de AN/SPY-1.
Ce radar, le cœur de ce système, est un radar tridimensionnel à balayage électronique de détection et de poursuite automatique avancées, dénommé à l'époque de sa conception le AN/SPY-1 (la version actuelle est la AN/SPY-1D). Connu sous le nom de « bouclier de la flotte », ce radar ne possède que très peu d'équivalents sur terre en 2012 : il s'agit d'un radar haute puissance (de quatre mégawatts) qui peut exécuter des fonctions de détection, de recherche et de poursuite de plus de 200 missiles ou aéronefs hostiles simultanément et à plus de 200 milles marins de portée. Les premiers navires à être spécifiquement conçus pour embarquer ce système furent les croiseurs de la classe Ticonderoga dans les années 1980 suivis par les destroyers de la classe Arleigh Burke à partir des années 1990.
Ce radar remplace également l'ancien système de radars de poursuite : Là où les navires ne possédaient jamais au maximum que six radars de poursuite et d'engagement le SPY est capable d'effectuer le guidage de près de 30 missiles RIM-66 Standard SM-2MR. Il fallut attendre la fin des années 1990 pour que d'autres nations se dotent de ce genre d'équipement avec moins de réussite, ainsi, l'EMPAR un radar franco-italien peut engager simultanément 16 objectifs.
Enfin, les bâtiments des classes Ticonderoga et Arleigh Burke disposent également de quatre radars de poursuite en cas de défaillance du SPY.

## Déploiement

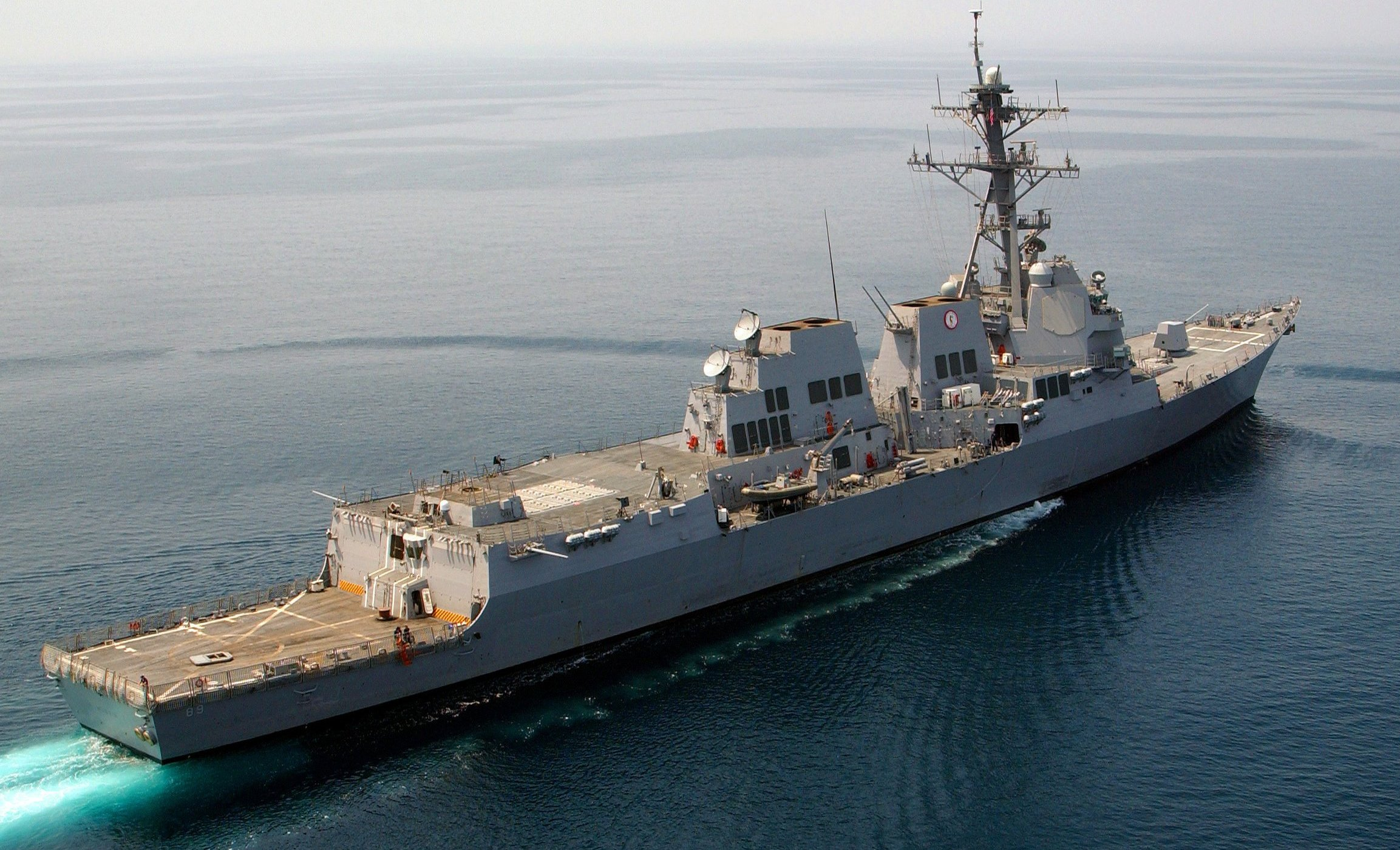
Destroyer lance-missiles de la classe Arleigh Burke.

Le RIM-66 standard a été déployé sur les navires américains des classes suivantes, en remplacement de RIM-24 Tartar dans certains cas : 
- Destroyers de la classe Charles F. Adams (rampe Mk74 et Mk13, ancien Tartar)
- Frégates de la classe Oliver Hazard Perry (rampe Mk13 ou Mk92)
- Destroyers de la classe Kidd (système de tir de missiles SM-1 Mk74/ version mise à jour du SM-2)
- Croiseurs de la classe California (système de tir de missiles SM-1 Mk74/ version mise à jour du SM-2)
- Croiseurs de la classe Virginia (système de tir de missiles SM-1 Mk74/ version mise à jour du SM-2)
- Croiseurs de la classe Ticonderoga (système de combat Aegis / VLS Mk99)
- Destroyers de la classe Arleigh Burke (système de combat Aegis / VLS Mk99)

Le RIM-66 se trouve également en service dans d'autres marines du monde entier, pour la plupart à bord des navires de classes similaires à celles qui sont énumérées ci-dessus, mais également :
- Destroyers de la classe Luigi Durand de la Penne dans la marine italienne
- Frégates de la classe Jacob van Heemskerck aux Pays-Bas sur une rampe Mk13
- Destroyers de la classe De Ruyter aux Pays-Bas (en remplacement du RIM-24 Tartar)
- Frégates de la classe Adelaide en Australie (dérivée de la classe Perry)
- Frégates de la classe Cassard dans la Marine nationale française

### Le système d'armes et son fonctionnement sur les frégates de classe Cassard

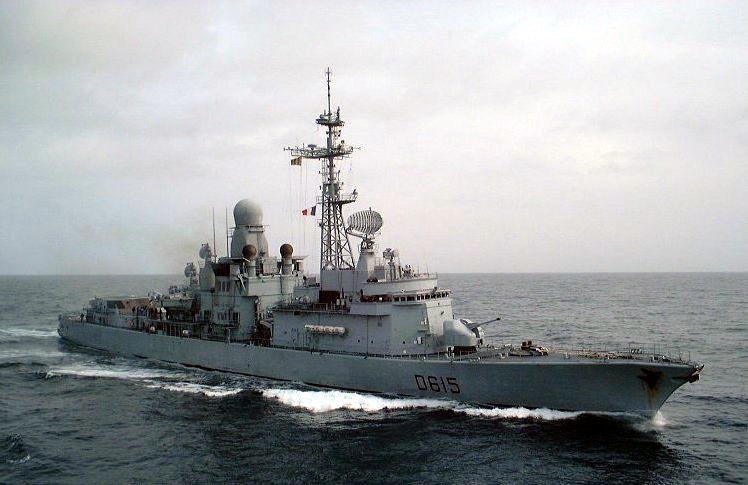
Frégate française Jean-Bart dotée du SM-1MR sur son système Tartar.

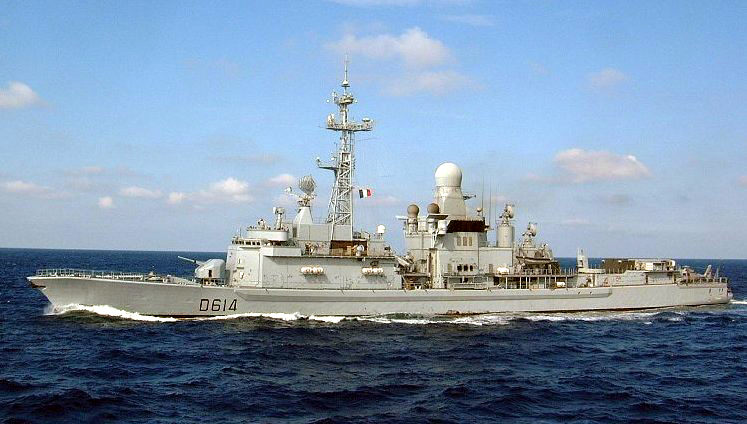
Frégate antiaérienne Cassard, juste devant le hangar hélico : la rampe Mk13, les deux radars de poursuite SPG-51C, et le radôme du radar de veille DRBJ-11 au milieu du bâtiment

Le système d'armes de ces frégates fonctionne avec le RIM-66, et ses équipements de détection et de désignation sont plus récents que les systèmes originaux, mais leur fonctionnement reste semblable. La masse totale d'un système Tartar est d'environ 450 tonnes.
Le système d'armes sur la classe Cassard comprend un radar tridimensionnel 3d DRBJ11 qui assure la détection et la désignation des cibles. Ce radar est multifonction  et multicibles et il peut être associé à un autre radar de veille le PBRV26. Ce système couvre une aire de 366 km de rayon.
Grâce au système de combat intégré au navire les cibles sont définies par ordre de priorités : vitesse, direction... Lorsque l'appareil entre dans le périmètre des 50 kilomètres (le SM1-MR possède une portée de l'ordre de 50 km alors que le RIM-24 n'atteignait que les 30), la rampe Mk13 lance son missile, et recharge immédiatement à l'aide d'un barillet vertical contenant 40 missiles (38 cellules pleines, une vide et une pour le missile de test). Le système Tartar possède une cadence de tir d'un missile toutes les 8 à 10 secondes et peut suivre deux objectifs simultanément.
Le missile file vers sa cible en étant continuellement guidé sur elle par l'un des deux illuminateurs asservis aux radars de poursuite SPG-51C (d'où la contrainte des deux cibles prises en charge simultanément). Il existe cependant deux méthodes supplémentaires de tir :
1. Afin de donner davantage de temps au bâtiment équipé, il est possible de tirer les missiles avant que les appareils (ou missiles) hostiles n'entrent dans la zone des 50 km, dans ce cas, on suppose que les cibles se trouveront dans cette zone avant que le missile n'atteigne sa limite de portée. [à vérifier]
2. Lorsqu'un grand nombre d'ennemis est repéré, il est possible de tirer les missiles SM-1 MR à raison d'un toutes les 5 secondes dans la direction estimée de l'ennemi grâce à la rampe directionnelle Mk13. Les SM-1 MR ne sont guidés par le navire sur l'objectif que lorsqu'ils se trouvent proches de celui-ci. Cela permet avec deux radars de négocier une nouvelle cible toutes les quinze secondes (ou 5) avec trente secondes (ou 10) d'attention par cible. Ainsi, si toutes les cibles se situent dans un espace réduit, les restrictions dues au lancement et au guidage sont moindres. Cette technique présente des inconvénients majeurs : si les cibles se dispersent, il existe une grande probabilité de perte du missile sans qu'il atteigne son objectif et, surtout, le temps nécessaire au traitement d'une menace est réduit de manière significative.[inconnu sur les BLM Tartar]

.

## Dotation
- Espagne : en dotation dans l'Armada espagnole sur les bâtiments de la classe Álvaro de Bazán.
- France
- Iran: l'état impérial d’Iran acquit pour équiper un destroyer de la classe Battle et deux de la Classe Allen M. Sumner de la marine iranienne 16 RIM-66B en 1974, suivis par 128 RIM-66B en 1976-1978. Durant la guerre Iran-Irak, la Force aérienne de la république islamique d'Iran l'emploie en 1984 comme missile antinavire embarqué sur F-4E Phantom II et 1986 en l'adaptant au lanceur de missiles MIM-23 Hawk. Dans les années 2000, il sert de base au développement par la China Electronics Technology Group au Sayyad-2 et au système de défense aérienne Talaash[3]

## Sources
- Raytheon (General Dynamics) RIM-66 Standard MR, Directory of U.S. Military Rockets and Missiles.
- (en) RIM-66/-67/-156 Standard SM-1/-2, RIM-161 Standard SM-3, and SM-6 (United States), Defensive Weapons, Jane's Information Group
- Photos
- (en) RIM-66 Standard
- (en) RIM-66 / RIM-67 Standard Missile - SM-1 / SM-2 / SM-3, GlobalSecurity.org
- RIM-66 Standard (SM-1MR / SM-2MR), Avions-militaires.net